# Альфа и Омега 2: Приключения праздничного воя
«А́льфа и Оме́га 2: Приключе́ния пра́здничного во́я» (англ. Alpha and Omega 2: A Howl-iday Adventure) — американский компьютерно-анимационный приключенческий фильм с элементами комедии, снятый режиссёром Ричардом Ричем в 2013 году. Он является прямым продолжением фильма «Альфа и Омега: Клыкастая братва» и второй частью в одноименной франшизе. Сначала мультфильм планировался для полномасштабного проката на широких экранах, но в связи с недостающим хронометражем было решено выпустить его direct-to-video.

## Сюжет
На волчат Стинки, Клаудетту и Ранта напал медведь, но его отбивают волки-разбойники, у которых была задача украсть волчат, но из-за таких событий они смогли украсть только Ранта, который всё это время сидел на дереве. Стинки и Клаудетта после случившегося всё рассказали об этом Кейт и Хамфри и их родственникам. Семья спешит найти Ранта, и Кейт видит, что волки разбойники убегают в горы на юге парка Джаспер. На следующий день после поисков Кейт и Хамфри встретят Марселя и Пэдди, а также заблудившегося медвежонка гризли, разыскивающего свою маму. Хамфри не сразу разрешает медведю пойти с ними. Дойдя до гор, Кейт и Хамфри и их родственники решаются взять Ранта, пока Хамфри отвлекает волков-разбойников, и убегают от них к дорогам людей. Все их остальные родственники остаются, чтобы задержать волков-разбойников и к ним помогать приходит вся семья медвежонка гризли который потерялся.
По достижении же АЗС и увидев Макса (с охотником которым они встречались раньше), семья волков прячется за мусорными баками, ожидая, что тот будет стрелять, как раньше. Увидев Кейт, Хамфри и их волчат, Макс решает быть хорошим в этот раз. Он дает им бесплатное питание и оставляет дверь открытой а сам куда-то уезжает. Фильм заканчивается тем что Кейт и Хамфри решив поселиться там на зиму. Из последней фразы Хамфри становится понятно, что он понимает: где семья-там и дом.

## Озвучивание и персонажи
| Имя персонажа | Описание персонажа | Роли озвучивали |
| ------------- | --- | --------------- |
| Хамфри        | Веселый и легкомысленный волк-омега, супруг Кейт. Отец Стинки, Клаудетты и Ранта. | Бен Дискин      |
| Кейт          | Красивая альфа-волчица, прирожденная охотница. Старшая дочь Уинстона. Супруга Хамфри, мать Стинки, Клаудетты и Ранта.                                                                  | Кейт Хиггинс    |
| Лилли         | Скромная и кроткая омега-волчица с прекрасными глазами, закрытыми первое время челкой. Младшая сестра Кейт. Охота не её амплуа, зато здорово она умеет показывать черепах. Жена Гарта. | Кейт Хиггинс    |
| Уинстон       | Старый альфа-волк. Вожак западной стаи. Отец Кейт и Лили. |                 |
| Ив            | Жена Уинстона. Мать волчиц Кейт и Лили. | Трейси Пфау     |
| Гарт          | Самый сильный и красивый альфа-волк. Сын Тони, вожака восточной стаи. Должен был жениться на Кейт и объединить стаи, тем самым спасти их от голода. Но встретив Лили, влюбился в неё.  | Блэки Роуз      |
| Стинки        | Волчонок-самец, умный старший сын Хамфри и Кейт. Будущий вожак стаи. Имеет отличное обоняние.                                                                                          | Кейт Хиггинс    |
| Клаудетта     | Волчонок-самка, единственная дочь Хамфри и Кейт. Любит истории мамы, часто ссорится с Рантом.                                                                                          | Линдсей Торренс |
| Рант          | Младший сын Хамфри и Кейт. Младше Клаудетты на три минуты. Любит приключения. Лазает по деревьям.                                                                                      | Лайза Уэст      |
| Тони          | Старый альфа-волк. Вожак восточной стаи. Отец Гарта. | Билл Лэйдер     |

## Критика
Фильм получил в основном смешанные отзывы от критиков. которые высоко оценили фильм по его сценарию, юмору, диалогу, озвучиванию, но они также подвергли критике фильма качество анимации.

## Продолжение
4 марта 2014, тоже без полномасштабного проката на широких экранах, на DVD вышел фильм Альфа и Омега 3: Великие волчьи игры.
31 октября 2014 года в свет вышла четвёртая часть фильма «The Legend of the Saw-Toothed Cave». Пятая часть получила название «Family Vacation» и вышла летом 2015 года.